# Чэнь Ючэн
Чэнь Ючэн (кит. трад. 陈宥辰, упр. 陳宥辰, пиньинь Chén Yòuchén; род. 6 октября 1992 года, Тайбэй, Тайвань) — тайваньский стрелок из лука, член национальной сборной Тайваня на Олимпийских играх 2012 года.

## Образование
Студент Национального Тайбэйского университет.

## Спортивная карьера
В 2009 году в Турции стал бронзовым призёром в командных соревнованиях в категории «Кадеты» на Чемпионате мира среди юниоров и кадетов, в личных соревнованиях занял 7-е место.
В 2011 году в польском городе Легница на Молодёжном чемпионате мира завоевал бронзу в миксте категории «Юниоры», в личных соревнованиях остался на 9-м месте, а в командных — на 6-м месте.
В 2012 году в Огдене на финальном отборочном турнире на Олимпийские игры в Лондоне в командных соревнованиях занял 3-е место.

### Олимпийские игры 2012 года
В личном первенстве в квалификационном раунде набрал 649 очка и занял 54-е место. В финальном раунде на первом этапе встречался с итальянцем Мауро Несполи и победил его со счётом 6:2. Во втором раунде вышел на украинца Виктора Рубана и, уступив ему (0:6), закончил выступление в личном первенстве. В итоговом протоколе занял 17-е место.
В командном первенстве вместе с Ван Чжэнбан и Го Чжэнвэй в 1/8 финала встречались со сборной Италии и уступили им со счётом 206:216. В итоговой классификации сборная Тайваня заняла 9-е место.